# Suvi Lukavac
Suvi Lukavac (serbisch-kyrillisch Суви Лукавац; albanisch Llukac i Thatë) ist ein Dorf in der Gemeinde Istog, Kosovo, mit etwa 150 Einwohnern.

## Geographie
Der Ort liegt in hügeligem Gebiet Nordkosovos rund 20 Kilometer nordöstlich von Peja und fünf Kilometer südlich von Istog. Die Höhe beträgt rund 460 m. i. J. Gegen Süden steigt das Gelände an.
Die R101, die Peja mit Mitrovica verbindet, passiert das Dorf im Norden.

## Demographie
Das Dorf ist vor allem von Balkan-Ägyptern bewohnt, die rund 70 % der Bevölkerung ausmachen, größte Minderheit sind Kosovo-Albaner, daneben gibt es wenige Serben und Bosniaken. 1981 stellten Serben noch die Mehrheit, und Kosovo-Albaner waren die zweitgrößte, fast gleich große Gruppe. Dieser Zensus erlaubte es den muttersprachlich Albanisch sprechenden Balkan-Ägyptern nicht, sich als solche zu identifizieren.
Im Zuge des Kosovokrieges gab es um die Jahrtausendwende einen rapiden Bevölkerungsrückgang, die Einwohnerzahl wurde halbiert.
| Jahr | Einwohner |
| ---- | --------- |
| 1948 | 271       |
| 1953 | 286       |
| 1961 | 320       |
| 1971 | 301       |
| 1981 | 335       |
| 1991 | 367       |
| 2011 | 160       |

## Belege
1. ↑  Vojnogeografski Institut: Topografske Karte 1:25'000 Kosovsaka Mitrovica 630-3-1 (Šaljinovica). In: topografskakarta.com. 1972, abgerufen am 8. Januar 2023 (serbisch).
2. ↑  Agjencioni i Statistikave të Kosovës: Ethnic composition of Kosovo 2011. 2012, abgerufen am 7. Januar 2023 (albanisch).
3. ↑  Ethnic composition of Kosovo 1981 (Memento vom 15. Juli 2012 im Webarchiv archive.today)
4. ↑  Kosovo censuses. In: pop-stat.mashke.org. Abgerufen am 15. Januar 2018.